# Story of My Life (canción de Social Distortion)
«Story of My Life» es una canción de 1990 del grupo Social Distortion escrita por Mike Ness y lanzada como sencillo del álbum titulado Social Distortion. 
Ness escribió la letra basándose en el periodo de su juventud; el Miami New Times escribió que la letra es «optimista» y «desalentadora» al mismo tiempo y que «tiene un ojo para la descripción y el breve detalle que haría sentir orgulloso a Raymond Carver», agregando que «Social Distortion lo hace más punk».
La canción alcanzó los primeros 25 lugares del Billboard Hot 100 y con el paso de los años se transformó en una de las más exitosas y representativas de la banda.

## Personal
- Mike Ness – voz, guitarra rítmica
- Dennis Danell – guitarra
- John Maurer – bajo, coros
- Christopher Reece – batería